# 德雷克斯巴德 (加利福尼亞州)
德雷克斯巴德（英語：Drakesbad）是位於美國加利福尼亞州普盧默斯縣的一個非建制地區。該地的面積和人口皆未知。

## 地理
德雷克斯巴德的座標為40°26′40″N 121°24′16″W / 40.44444°N 121.40444°W，而該地的平均海拔高度為1739米（即5705英尺）。